# شوتس (آلمان)
شوتس (به آلمانی: Schutz) یک شهر در آلمان است که در فولکانایفل واقع شده‌است. شوتس ۲۰۴ نفر جمعیت دارد.